# 콘세호 문디알 데 루차 리브레
콘세호 문디알 데 루차 리브레(스페인어: Consejo Mundial de Lucha Libre, CMLL)는 멕시코의 프로레슬링 양대 메이저 단체 중 하나로, 루차 리브레 스타일의 레슬링을 추구한다. 원래 단체명은 엠프레사 멕시카나 델 라 루차 리브레(Empresa Mexicana de la Lucha Libre, EMLL)이었으나 현재의 단체명으로 바뀌었다.

## 역사
1933년 9월 루차 리브레의 아버지라 불리는 살바도르 루써로쓰 곤잘레스가 EMLL이라는 이름으로 창립하였다. 엘 산토, 바비 보날레스, 타잔 로페즈 , 카버네리오 갈린도 , 고리 게레로 (에디 게레로의 아버지)같은 유명한 멕시칸 레슬러들이 활동하였다.
1970년에 루써로쓰가 회사를 떠나게 되고 EMLL을 NWA 연맹에 가입하게 된다. 그러다가 1980년에 단체명을 현재의 명칭인 CMLL로 변경하게 된다. 그러다가 1990년대에 각본진 중 한 명이었던 안토니오 페나가 독립하여 AAA를 창립하여 본격적인 단체간의 라이벌 관계가 형성된다.

## TV 쇼
대부분의 CMLL의 이벤트는 멕시코시티의 아레나 멕시코에서 개최되며 메인브랜드는 프라이데이 나잇 "슈퍼 비에르니스"이다. 주로 멕시코의 Televisa 채널, 미국의 LATV , 캐나다의 텔레라티노 , 영국의 레슬링 채널에서 방영된다. 그리고 고정방송국이 없는 신디케이티드 쇼로는 신 리미트 데 티엠포가 아레나 콜리세오에서 진행된다. 현재 CMLL은 신일본프로레슬링과 제휴를 맺고 있다.

## 현재 챔피언
| 타이틀                                     | 챔피언                                                           | 획득한 날짜      |
| ------------------------------------------ | ---------------------------------------------------------------- | ---------------- |
| CMLL 유니버설 챔피언                       | 쥬신 "썬더" 라이거                                               | 2010년 10월 14일 |
| CMLL 월드 헤비웨이트 챔피언                | 울티모 게레로                                                    | 2008년 12월 22일 |
| CMLL 월드 라이트 헤비웨이트 챔피언         | 에페스토                                                         | 2009년 5월 26일  |
| CMLL 월드 미들웨이트 챔피언                | 쥬신 "썬더" 라이거                                               | 2010년 5월 2일   |
| CMLL 월드 미니 에스트렐라 챔피언           | 밤 밤                                                            | 2009년 7월 27일  |
| CMLL 월드 슈퍼 라이트웨이트 챔피언         | 마스카라 도라다                                                  | 2009년 4월 7일   |
| CMLL 월드 태그팀 챔피언                    | 로스 게레로스 델 아틀란티다 (드래곤 로조 주니어 & 울티모 게레로) | 2010년 11월 2일  |
| CMLL 월드 트리오즈 챔피언                  | 라 마스카라 & 마스카라 도라다 & 라 솜브라                        | 2010년 5월 21일  |
| CMLL 월드 웰터웨이트 챔피언                | 마스카라 도라다                                                  | 2010년 9월 7일   |
| CMLL 월드 위민스 챔피언                    | 라 아마폴라                                                      | 2007년 6월 29일  |
| CMLL 아레나 콜리세오 태그팀 챔피언         | 플래쉬 & 스투카 주니어                                           | 2008년 6월 29일  |
| 멕시칸 내셔널 트리오즈 챔피언              | 엔젤 데 오로 & 다이아만테 & 러쉬                                 | 2011년 1월 9일   |
| 멕시칸 내셔널 웰터웨이트 챔피언            | 발리엔테                                                         | 2009년 8월 6일   |
| 멕시칸 내셔널 라이트 헤비웨이트 챔피언     | 라 마스카라                                                      | 2010년 10월 5일  |
| 멕시칸 내셔널 라이트웨이트 챔피언          | 피에로씨토                                                       | 2008년 9월 23일  |
| 멕시칸 내셔널 위민스 챔피언                | 프린세사 블랑카                                                  | 2009년 1월 30일  |
| NWA 월드 히스토릭 라이트 헤비웨이트 챔피언 | 쇼커                                                             | 2010년 12월 4일  |
| NWA 월드 히스토릭 미들웨이트 챔피언        | 아베흐노)                                                        | 2007년 11월 30일 |
| NWA 월드 히스토릭 웰터웨이트 챔피언        | 멥히스토                                                         | 2009년 5월 27일  |

## 폐지된 챔피언
| 타이틀 명칭                        | 마지막 챔피언                | 생선된 날짜      | 폐지된 날짜      |
| ---------------------------------- | ---------------------------- | ---------------- | ---------------- |
| 오시덴테 헤비웨이트 챔피언         | 공석                         |                  |                  |
| 오시덴테 라이트 헤비웨이트 챔피언  | 공석                         |                  |                  |
| 오시덴테 미들웨이트 챔피언         | 미스터 트루에노              |                  | 2008년 12월 30일 |
| 오시덴테 태그팀 챔피언             | 엘 탁사노 주니어 & 엘 테러블 |                  | 2008년 8월 26일  |
| 오시덴테 트리오즈 챔피언           |                              |                  |                  |
| 오시덴테 웰터웨이트 챔피언         | 메탈 블랑코                  |                  | 2010년 4월 4일   |
| CMLL 제팬 슈퍼 라이트웨이트 챔피언 | 릭키 마빈                    | 1999년 2월 27일  | 2000년 8월 6일   |
| CMLL 제팬 태그팀 챔피언            | 공석                         | 1999년 2월 24일  | 1999년 7월 7일   |
| CMLL 제팬 위민스 챔피언            | 공석                         | 1999년 10월 17일 | 2000년 2월 13일  |